# بحيرة رينبو (نيويورك)
بحيرة قوس قزح، هي قرية صغيرة في مقاطعة فرانكلين، نيويورك، الولايات المتحدة. يقع المجتمع على بعد 9.7 ميل (15.6 كـم) شمال بحيرة سارانك. لدى بحيرة قوس قزح مكتب بريد برمز بريدي 12976، تم افتتاحه في 8 يوليو 1884.